# Badsårsfeber
Badsårsfeber orsakas av bakterien Vibrio cholerae  non O:1 som uppmärksammades sommaren 2006 i Blekinge. 
Sjukdomen drabbar främst immunsvaga personer, till exempel äldre, med redan existerande sår och/eller sår som uppkommer vid bad, framför allt i havet. Infektionen kan te sig som rosfeber (lat. erysipelas) och den kan ha ett dödligt förlopp om inte antibiotika av rätt sort sätts in i tid. 
Det finns en närbesläktad bakterie, Vibrio vulnificus, som kan ge liknande sjukdom och denna kan därför ha samma namn på svenska. Bakterierna gynnas av varmare vatten. Trots att bakterien heter V. cholerae non O:1 har badsårsfeber inget med sjukdomen kolera att göra. Denna orsakas av V. cholerae serotyp O:1 eller O:139 och ger helt andra symptom (diarré) och kraftig uttorkning och finns inte i Sverige.